# Menjamel carablau
El menjamel carablau (Entomyzon cyanotis) és un ocell de la família dels melifàgids (Meliphagidae) i única espècie del gènere Entomyzon Swainson, 1825.

## Hàbitat i distribució
Habita el bosc obert i sabanes del sud de Nova Guinea, nord-est de Austràlia Occidental i a través del Territori del Nord fins nord i est de Queensland, cap al sud, a través de Nova Gal·les del Sud fins l’extrem nord de Victòria i l’extrem sud-est d'Austràlia Meridional.

## Taxonomia
Alguns autors han considerat la població nord-occidental d'Austràlia una espècie de ple dret:
- Entomyzon albipennis Gould, 1841 - menjamel alablanc[3]